# Bisdom Kansas City-Saint Joseph
Het bisdom Kansas City-Saint Joseph (Latijn: Dioecesis Kansanopolitana-Sancti Josephi) is een rooms-katholiek bisdom met als zetels Kansas City en St. Joseph, in de Amerikaanse staat Missouri. Het bisdom is suffragaan aan het aartsbisdom Saint Louis. 

## Geschiedenis
Het bisdom werd opgericht op 10 september 1880, als het bisdom Kansas City, uit delen van het aartsbisdom Saint Louis. Op 2 juli 1956 verloor het gebied bij de oprichting van de bisdommen Jefferson City en Springfield-Cape Girardeau, en tegelijk werd het samengevoegd met het bisdom Saint Joseph en veranderde van naam naar bisdom Kansas City-Saint Joseph. 

## Parochies
Het bisdom had in 2023 een oppervlakte van 40.239 km2 en telde 1.583.646 inwoners waarvan 7,6% rooms-katholiek was.

## Bisschoppen
- John Joseph Hogan (10 september 1880 - 21 februari 1913)
  - John Joseph Glennon (apostolisch administrator sinds 1894, coadjutor: 24 maart 1896 - 27 april 1903, kardinaal in kardinaal in 1946)
- Thomas Francis Lillis (21 februari 1913 - 29 december 1938; coadjutor sinds 22 maart 1910)
- Edwin Vincent O’Hara (15 april 1939 - 11 september 1956; aartsbisschop op persoonlijke titel sinds 29 juni 1954)
  - Joseph Mary Marling (hulpbisschop: 7 juni 1947 - 24 augustus 1956)
- John Patrick Cody (11 september 1956 - 10 augustus 1961; coadjutor sinds 19 januari 1954, kardinaal in 1967)
- Charles Herman Helmsing (27 januari 1962 - 27 juni 1977)
  - Joseph Vincent Sullivan (hulpbisschop: 4 maart 1967 - 8 augustus 1974)
  - George Kinzie Fitzsimons (hulpbisschop: 20 mei 1975 - 28 maart 1984)
- John Joseph Sullivan (27 juni 1977 - 22 juni 1993)
- Raymond James Boland (22 juni 1993 - 24 mei 2005)
- Robert William Finn (24 mei 2005 - 21 april 2015; coadjutor sinds 9 maart 2004)
  - Joseph Fred Naumann (apostolisch administrator: 21 april 2015 - 4 november 2015)
- James Vann Johnston Jr. (15 september 2015 - heden)

## Galerij van afbeeldingen

Wapen van het bisdom
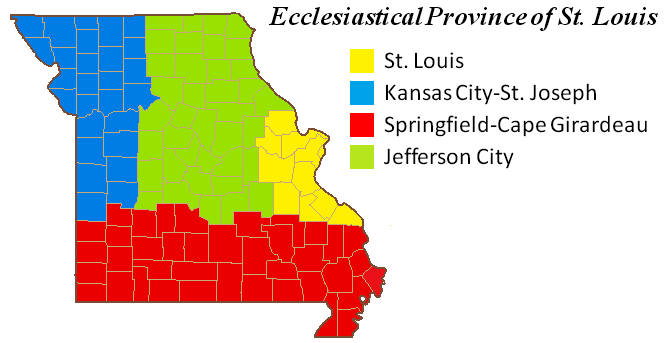
Kerkprovincie met aartsbisdom en suffragane bisdommen
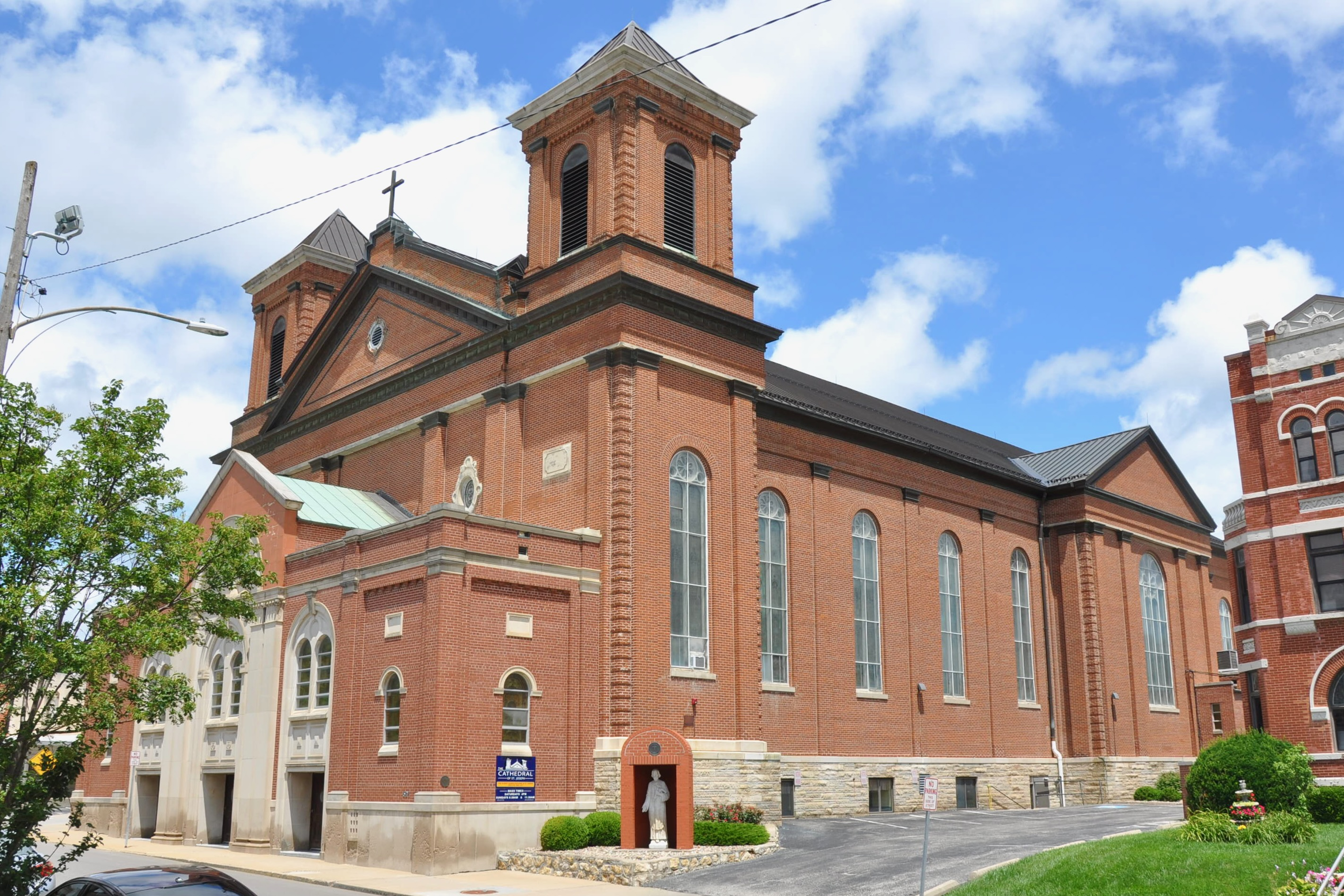
Co-Cathedral of Saint Joseph in St. Joseph
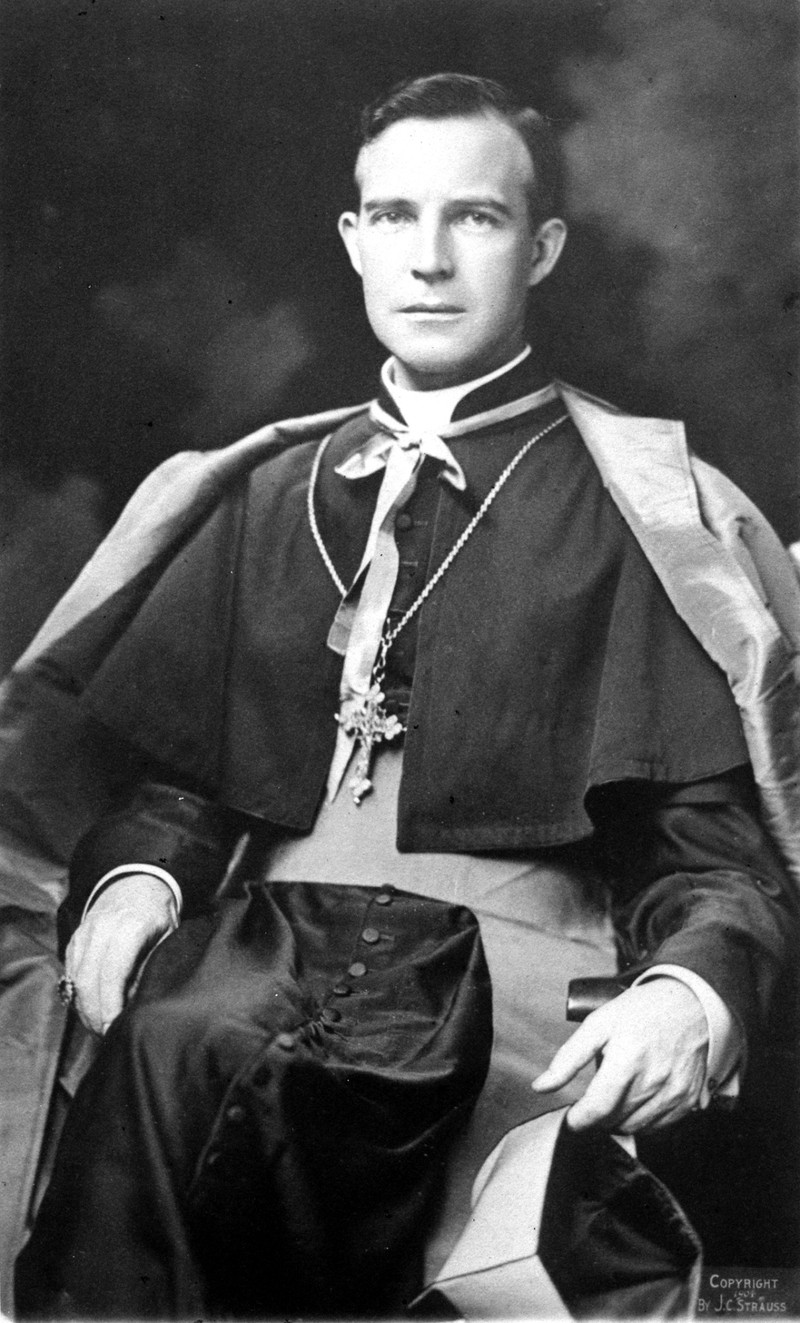
Coadjutor John Joseph Glennon (1896-1903), kardinaal in 1946
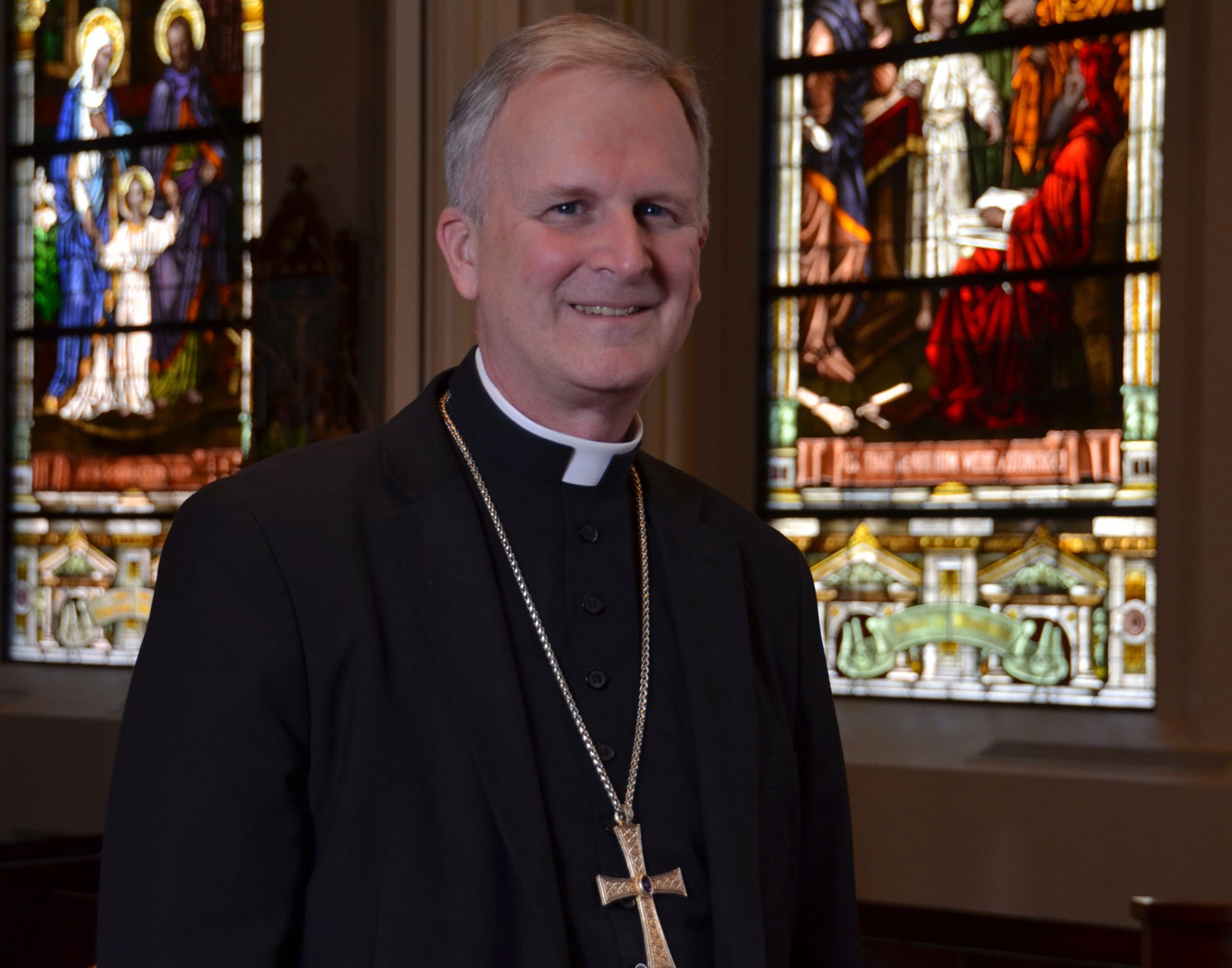
Bisschop James Vann Johnston Jr. (2015-heden)

Saint Louis (aartsbisdom) · Jefferson City · Kansas City-Saint Joseph · Springfield-Cape Girardeau
Voormalig: Saint Joseph